# Aleksa Ivić
Aleksa Ivić (srbsko Алекса Ивић), srbski zgodovinar, * 23. december 1881, Buđanovci, † 23. november 1948, Beograd.
Ivić je bil profesor na Pravni fakulteti v Subotici. Leta 1910 je bil izvoljen za poslanca v hrvatski Sabor.

## Dela
- Istorija Srba u Vojvodini
- Iz doba Karađorđa i sina mu kneza Aleksandra
- Austrija prema ustanku Srba pod Milošem Obrenovićem